# خولیو دلی والدز
خولیو دلی والدز (انگلیسی: Julio Dely Valdés؛ زادهٔ ۱۲ مارس ۱۹۶۷) بازیکن فوتبال اهل پاناما است.
از باشگاه‌هایی که در آن بازی کرده‌است می‌توان به باشگاه فوتبال مالاگا، باشگاه فوتبال پاری سن ژرمن، باشگاه فوتبال ناسیونال اروگوئه، باشگاه فوتبال رئال اویدو، و باشگاه فوتبال کالیاری اشاره کرد.
وی همچنین در تیم ملی فوتبال پاناما بازی کرده‌است.